# Baravat
Baravāt (farsi بروات) è una città dello shahrestān di Bam, circoscrizione Centrale, nella provincia di Kerman. Aveva, nel 2006, una popolazione di 15.388 abitanti. 